# 港人自決、藍色起義
港人自決、藍色起義（英文：Hong Kong Blue Righteous Revolt）是香港一個於2013年4月1日成立的本土派組織。該組織現已不再活躍，組織之Facebook專頁與網站經已停運。

## 歷史
2013年3月1日，在我哋係香港人，唔係中國人。群組內充當發言人的陳梓進表示因群組裏「有其他已知不能解決的問題，致未能有效發揮應有力量」及發現張漢賢在廣州市海珠區國家稅務局工作，宣布與另外四名核心成員正式退出群組。翌日，陳梓進向東周刊指退出是因張漢賢與不少群組成員有錢銀瓜葛，對張漢賢缺乏信心，所以決定退出群組。4月1日，陳梓進另組「港人自決、藍色起義」。

## 活動
- 2013年6月4日，該組織在尖沙咀鐘樓參與64晚會[2]。

- 7月1日，該組織舉行「感謝－英國」活動，活動目的是為了「感謝英國在過去一百七十多年的教育及關顧，向駐港英領遞送感謝信」，又希望「英國會信守誠諾，及履行《中英聯合聲明》簽署國的職務，協助港人有效監察中方」[3]。當天下午一時，該組織的成員從英國大使館出發，分組向維多利亞公園方向進發，然後於銅鑼灣Sogo作終點站，途中試圖讓警察開放沿途全部行車線給予參加民陣遊行的人士使用。後來有兩名成員在9個月後因非法集結被捕[4]。

- 10月1日，在香港離島南丫島西北的西博寮海峽上發生的一宗撞船意外。一艘載逾百人的香港電燈載客船南丫四號被港九小輪雙體船海泰號撞擊後迅速翻沉，南丫四號乘載的127名船員及乘客全部墮海，大量乘客因為未能夠及時逃生而遇難。「港人自決、藍色起義」在中環港外線4號碼頭，進行悼念活動，向死者致哀[5]。

- 2014年6月4日，「港人自決，藍色起義」成員在上水火車站C出口前地舉行悼念會，該組織的成員表示「我們站在香港人角度，來處理六四這個議題」，將「香港人悼念六四事件的訊息帶給中國大陸的旅客」[6]。